# Koumerida
Koumerida est une petite ville du Togo.

## Géographie
Koumerida est situé à environ 37 km de Kara, dans la région de la Kara.

## Vie économique
- Marché traditionnel

## Lieux publics
- École primaire
- Dispensaire